# Gammagrafia
Una gammagrafia o escintil·lografia és una prova diagnòstica que es basa en la imatge que produeixen les radiacions generades després de la injecció o inhalació en l'organisme de substàncies que contenen isòtops radioactius. L'emissió radioactiva és captada per un aparell detector anomenat gammacàmera el qual processa les dades rebudes que posteriorment i mitjançant tractament informàtic serviran per formar una imatge tridimensional.
La captació diferencial de les esmentades substàncies per les diferents cèl·lules o teixits permet de distingir zones de diferent perfusió o captació. Les bases de l'estudi gammagràfic radiquen en la utilització de radiotraçadors (o radiofàrmacs) i el posterior registre de la distribució d'aquests en l'organisme mitjançant sistemes de detecció.
Els radiotraçadors posseeixen una doble naturalesa; per una part la molècula posseeix característiques que fan que es distribueixi per l'organisme de forma específica, però són els isòtops radioactius emissors gamma que porten artificialment incorporats, els que permeten la seva detecció i, per tant, la posada en evidència del resultat dels processos que fan que aquesta substància es dipositi en diferents localitzacions.
Ja que s'injecta una mínima quantitat de traçador al pacient les gammagrafies són imatges de molt baixa resolució per aquesta raó la informació anatòmica que proporcionen no acostuma a ser molt bona, tanmateix són excel·lents per obtenir imatges de tipus funcional. Es pot, per exemple, marcar un tipus de molècules o cèl·lules determinades i mirar com es distribueixen pel cos per observar sí el funcionament del metabolisme és correcte.

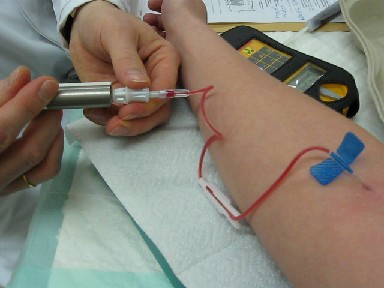
Injecció de Tc99: la xeringa que conté el radionúclid està envoltat per un escut de plom.
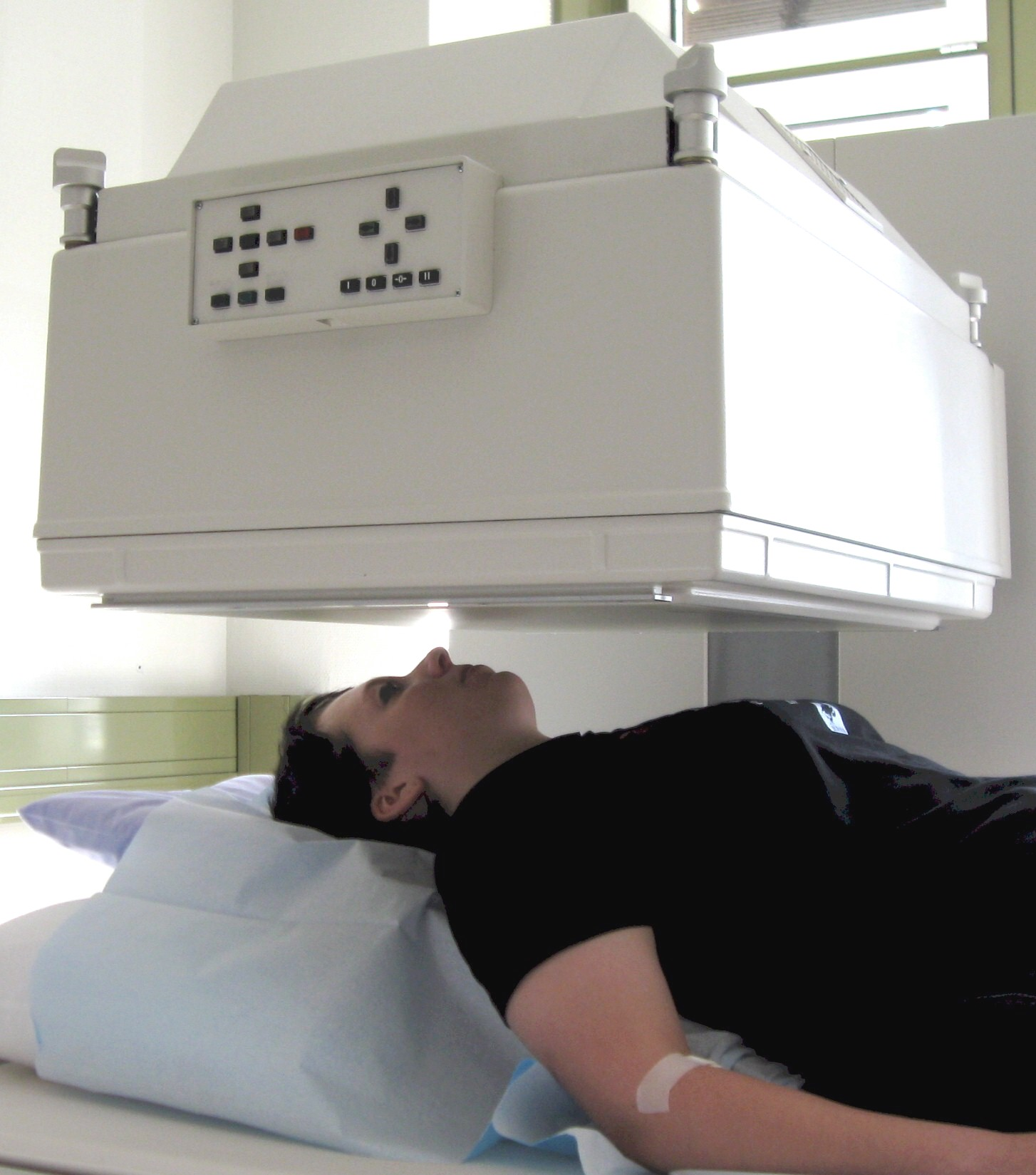
Pacient en la gamma-càmera.
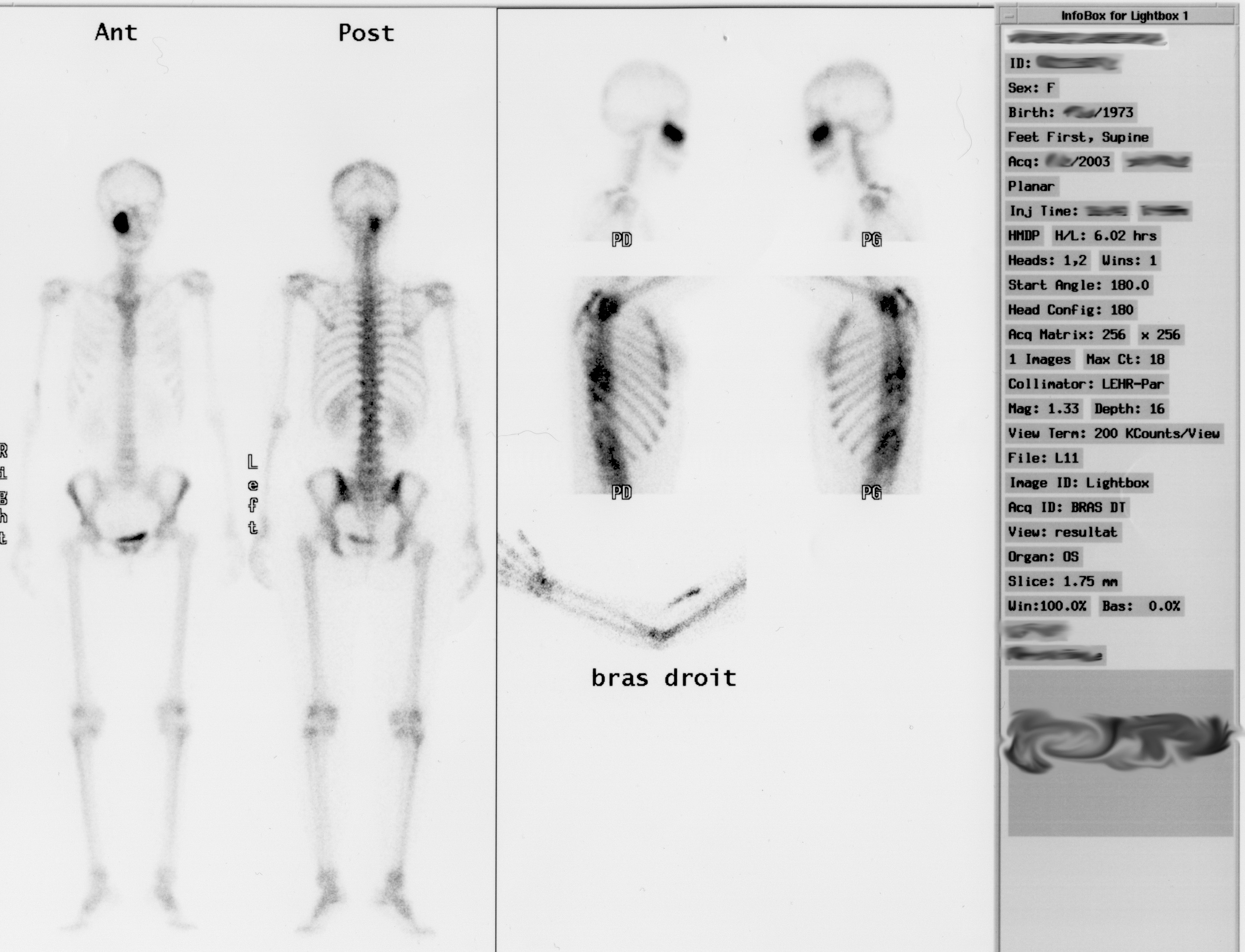
Imatge de cos sencer d'un pacient amb una lesió a maxil·lar superior dret. Captació amb tonalitat de grisos.
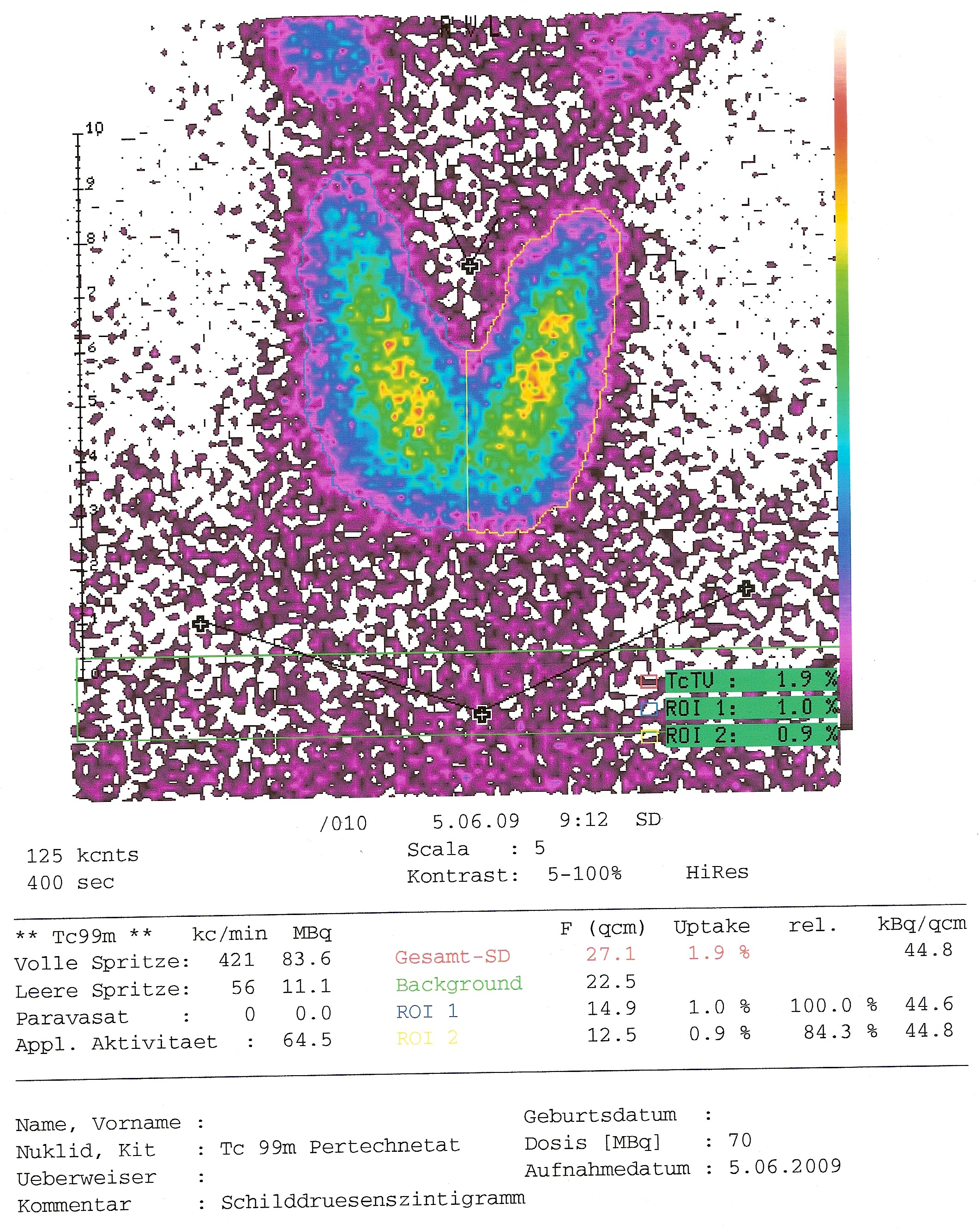
Gammagrafia amb una captació tiroidal i la mida en el rang normal superior. Per sobre del lòbul dret es veu la glàndula submandibular. Captació amb colors.